# Trippel
Tripel é um termo utilizado na Bélgica para designar um tipo de cerveja loira de elevado teor alcoólico. A mais popular cerveja deste género é produzida em Westmalle, Bélgica. O termo foi empregue em 1934 pela cervejaria trapista em Westmalle como nomeação da mais forte cerveja dessa categoria, apesar de existir até então o termo Tripel e o estilo de cerveja a ele associado anteriormente. O estilo Westmalle Tripel foi amplamente reproduzido por outras cervejarias da Bélgica, tendo, em 1987 surgido mais uma cervejaria trapista na Holanda, a Koningshoeven, que também teve como propósito expandir a gama de cervejas deste estilo com a La Trappe Tripel. O termo é frequentemente utilizado por uma séria de fabricantes de cervejas seculares para caracterizar uma cerveja forte e de cor pálida do estilo Westmalle Tripel.

## História
A cervejaria trapista de Westmalle havia produzido uma nova cerveja em 1934 , denominada de super cerveja. Distinta como sendo uma cerveja loira significativamente forte, a super cerveja era bastante semelhante com uma cerveja esporadicamente produzida pelos monges desde 1931.
Em 1956 , a receita teria sofrido uma modificação, passando a ser conhecida por Tripel. Esta é atualmente considerada a primeiro cerveja a ter adquirido este mesmo nome.
O termo Tripel aponta à mais forte cerveja entre um determinado número do mesmo estilo. Contanto, as cervejas trapistas foram divididas em três categorias: Enkel (básica), Dubbel (dupla), e tripel (tripla).
Uma das razões que impulsionaram à origem da Tripel foi Vandevelde Act em 1919 , em que uma lei belga havia revogado até 1983 , o fornecimento e venda de bebidas alcoólicas ditas de "espirituosas", particularmente o gin . Contudo essa lei não pronunciaria nem o vinho, nem a cerveja, o que fundamentou a produção e comercialização de cervejas com um maior teor alcoólico.